# Vrh (Krk)
Vrh je naselje na otoku Krku, danas je to sjeverno predgrađe grada Krka i jedan od njegovih Mjesnih odbora. 

## Zemljopisne odlike
Vrh se nalazi sjevero zapadno od grada Krka - udaljen je oko 4,6 km od centra grada.

## Povijest
Današnji Vrh je zapravo predgrađe grada grada Krka, njega tvore sljedeća naselja: Vrh, Kosići i Salatići. Navedena mjesta imaju ukupno 769 stanovnika. Tek u 15. st. počelo je napučavanje zaleđa grada Krka, prvo naselje za koje se zna bile su Brajde, nakon toga nastaju Vrh, Kosići, Salatići i Bučul. Vremenom su se ta naselja spojila i nastale su današnje tri zasebne skupine kuća; Vrh, Salatići i Kosići.

## Stanovništvo
| broj stanovnika | 297   | 326   | 326   | 417   | 426   | 418   | 438   | 459   | 567   | 579   | 625   | 645   | 687   | 733   | 769   | 846   | 939   |
|                 | 1857. | 1869. | 1880. | 1890. | 1900. | 1910. | 1921. | 1931. | 1948. | 1953. | 1961. | 1971. | 1981. | 1991. | 2001. | 2011. | 2021. |

### Kapela sv. Anastazije
Od nje danas postaje samo ruševine, njeno propadanje počelo je polovicom 17. stoljeća, a posve je propala za napoleonske vlasti, jer se više nitko nije brinuo za nju.
Ova kapela, je bila iz ranokršćanskih vremena, spominje se prvi put 1338. godine u Vatikanskom arhivu u kontekstu plaćanja nekih poreza. 

## Poznate osobe
- Marijan (Mario) Kosić (1941. – 2011.), hrvatski motociklistički as

## Vanjske poveznice
- Grad Krk, Mjesni odbor Vrh  Arhivirana inačica izvorne stranice od 19. listopada 2007. (Wayback Machine)